# Elli Kokkinou

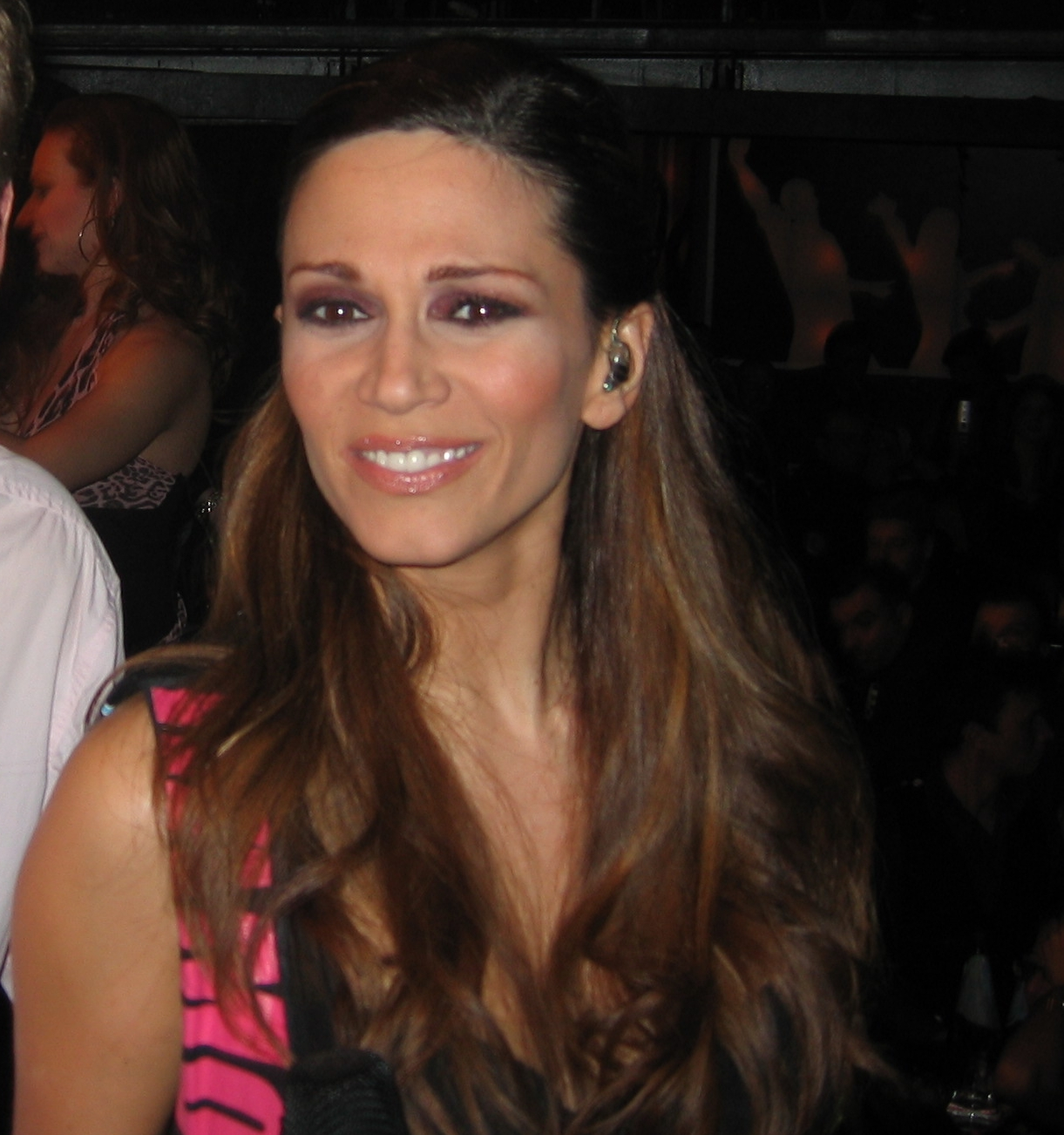
Elli Kokkinou

Elli Kokkinou (griechisch Έλλη Κοκκίνου; * 24. Juli 1970 in Athen) ist eine griechische Folk-Pop- und Modern-Laika-Sängerin.

## Leben und Karriere
Elli Kokkinou wuchs in einer musikalischen Familie auf, sang im Schulchor und erhielt fünf Jahre lang Unterricht in klassischer Gitarre. Neben ihrem sportlichen Engagement als Wasserski-Läuferin spielte sie auch E-Gitarre und gründete nach dem Abitur eine eigene Band. Sie studierte an der Athener „Vakalo-Schule für Kunst und Gestaltung“ Grafik-Design, Architektur-Zeichnung und Kunstgeschichte.
1990 trat sie gemeinsam mit Kosta Tournas als Sängerin auf. Darauf folgte eine erste Zusammenarbeit mit einigen großen Namen der griechischen Musikszene wie Antonis Vardis, Tolis Voskopoulos, Anna Vissi, Paschalis Terzis, Glykeria und Eleni Dimou. Gleichzeitig arbeitete sie als Background-Sängerin bei Studio-Produktionen.
Zwecks noch ernsthafterer Beschäftigung mit Musik ging Elli Kokkinou 1992 nach Los Angeles, wo sie für zwei Jahre am “Musicians Institute of Technology” Musiktheorie, Gesang und Klavier studierte. 1994 absolvierte sie mit Auszeichnung und kehrte nach Griechenland zurück.
Im Jahr 1998 erschien dort ihre erste Single „Someday“ mit Musik von Antonis Vardis und Texten von Manos Tsilimidis und Gioula Gerorgiou. 1999 erschien dann ihr erstes Album “Επικίνδυνα παιχνίδια” (Gefährliche Spiele), dem im Jahr 2000 “Ανδρική κολώνια” („Männliches Parfüm“) folgte.
Im Mai 2003 gelang dann der internationale Durchbruch mit dem Album “Στο Κόκκινο” (In Rot, griechisch Kokkino = ‚rot‘), mit Kompositionen von Phoebus, das innerhalb von zwei Monaten Platin erhielt und Elli Kokkinou zu einem Superstar des griechischen Modern-Laika machte. Das Album erschien auch in Bulgarien und der Türkei. Der Song Masai wurde vor allem in der Türkei erfolgreich, zumal dort bekannte Sängerinnen wie Ayça Tekindor oder Burcu Güneş das Lied ebenfalls coverten.
Auch die Titel ihres nächsten Albums wurden von Phoebus geschrieben. Die CD erschien 2005 unter dem Namen „SEX“ und erhielt schon am Erscheinungstag Gold. Das Album war auch im Ausland erfolgreich. Die Auskopplung des Titels „SEX“ erschien auch auf Französisch.
Im Dezember 2009 kündigte sie eine weitere Zusammenarbeit mit Phoebus an, mit dessen neuem Label sie einen Vertrag unterschrieb. Im Ergebnis erschien 2011 ihre CD „Τα Γενέθλιά Μου“ (dt. „Mein Geburtstag“) mit zehn Kompositionen dieses griechischen Erfolgskomponisten.
Elli Kokkinou absolvierte eine Vielzahl von Live-Auftritten, so beispielsweise zusammen mit Giorgos Mazonakis, Natasa Theodoridou, Despina Vandi, Vasilis Karras, Kostas Karafoti und Nikos Economopoulos. Sie singt häufig im Athener Club Votanikos und geht auf Tourneen durch die ganze Welt.

## Privates
2007 heiratete Elli Kokkinou Panagiotis Vasiliadi, mit dem sie im Juni 2008 einen Sohn zur Welt brachte. Nach ihrer Scheidung war sie bis 2011 mit dem griechischen Basketballspieler Georgios Bogris liiert.

## Diskografie

### Alben
- 1999: Epikindyna Paihnidia (Επικίνδυνα παιχνίδια)
- 2000: Andriki Kolonia (Ανδρική κολώνια)
- 2003: Sto Kokkino (Στο Κόκκινο)
- 2005: Sex
- 2007: Eilikrina (Ειλικρινά)
- 2011: Ta Genethlia Mou (Τα Γενέθλιά Μου)
- 2017: Afti Eimai Ego (Αυτή Είμαι Εγώ)
- 2021: Ta Sinesthimata Mou (Τα Συναισθήματά Μου)

### Wiederveröffentlichungen
- 2004: Sto Kokkino: Platinum Edition
- 2006: Ki Allo... Platinum Edition

### Kompilationen
- 2003: Paradinomai (Παραδινομαι)

### Singles (Auswahl)
- 2000: Andriki Kolonia
- 2000: (Mao Mao) Pao Pao Cha Cha Cha
- 2003: Masai
- 2003: Sorry
- 2003: Kosmotheoria
- 2003: Erota Mou
- 2003: De Ginetai
- 2003: Afto To Kalokairi
- 2005: Sex
- 2005: Ti Tis Exis Vri
- 2006: Ki Allo
- 2006: Adiaforos (mit Thanos Petrelis)
- 2011: Eroteftika
- 2013: Kalinihta
- 2014: Matia Klista
- 2018: Ola Lathos
- 2019: Taxe Mou
- 2020: Na Tin Agapas